# Nymphopsis duodorsospinosa
Nymphopsis duodorsospinosa is een zeespin uit de familie Ammotheidae. De soort behoort tot het geslacht Nymphopsis. Nymphopsis duodorsospinosa werd in 1942 voor het eerst wetenschappelijk beschreven door Hilton. 